# Jamasita Ajaka
Jamasita Ajaka (山下 杏也加; Hepburn: Yamashita Ayaka) (Adacsi, 1995. szeptember 29. –) japán válogatott labdarúgó.

## Klub
2014 óta a Nippon TV Beleza csapatának játékosa, ahol 79 bajnoki mérkőzésen lépett pályára.

## Nemzeti válogatott
2015-ben debütált a japán válogatottban. A japán válogatott tagjaként részt vett a 2018-as Ázsia-kupán. A japán válogatottban 25 mérkőzést játszott.

## Statisztika
| Japán válogatott | Japán válogatott | Japán válogatott |
| Időszak          | Mérk.            | gól              |
| ---------------- | ---------------- | ---------------- |
| 2015             | 3                | 0                |
| 2016             | 3                | 0                |
| 2017             | 5                | 0                |
| 2018             | 14               | 0                |
| Összesen         | 25               | 0                |

## Sikerei, díjai
Japán válogatott
- Ázsia-kupa:  Arany; 2018

Klub
- Japán bajnokság: 2015, 2016, 2017, 2018

Egyéni
- Az év Japán csapatában: 2015, 2016, 2017, 2018